# Mexican International Challenge 2024
Die Mexican International Challenge 2024 fand vom 1. bis zum 5. Mai 2024 in Guadalajara statt. Es war die vierte Austragung dieser internationalen Meisterschaften von Mexiko im Badminton.

## Sieger und Platzierte
| Disziplin    | Gold                                           | Silber                                           | Bronze                           |
| ------------ | ---------------------------------------------- | ------------------------------------------------ | -------------------------------- |
| Herreneinzel | Ryoma Muramoto                                 | Shogo Ogawa                                      | Keisuke Fujiwara                 |
| Herreneinzel | Ryoma Muramoto                                 | Shogo Ogawa                                      | Koya Iwano                       |
| Dameneinzel  | Ishika Jaiswal                                 | Clara Azurmendi                                  | Polina Buhrova                   |
| Dameneinzel  | Ishika Jaiswal                                 | Clara Azurmendi                                  | Chloe Hoang                      |
| Herrendoppel | Seiya Inoue Haruki Kawabe                      | Izak Batalha Matheus Voigt                       | Jett Ko Anthony Wong             |
| Herrendoppel | Seiya Inoue Haruki Kawabe                      | Izak Batalha Matheus Voigt                       | Lap Kan Kern Pong Larry Pong     |
| Damendoppel  | Polina Buhrova Yevheniia Kantemyr              | Romina Fregoso Miriam Jacqueline Rodriguez Perez | Eyota Kwan Johnna Rymes          |
| Damendoppel  | Polina Buhrova Yevheniia Kantemyr              | Romina Fregoso Miriam Jacqueline Rodriguez Perez | Fernanda Munar Rafaela Munar     |
| Mixed        | Luis Montoya Miriam Jacqueline Rodriguez Perez | Timothy Lock Chloe Hoang                         | Graydon Robb Johnna Rymes        |
| Mixed        | Luis Montoya Miriam Jacqueline Rodriguez Perez | Timothy Lock Chloe Hoang                         | Oleksii Titov Yevheniia Kantemyr |